# Monitorización de redes
La monitorización de redes es el uso de un sistema que constantemente monitoriza una red de computadoras buscando componentes lentos o fallidos y luego notifica al administrador de esa red  (vía correo electrónico, teléfono celular u otras alarmas) en caso de cortes o fallos. Es un subconjunto de las funciones involucradas en la gestión de redes.

## Detalles
Mientras que un sistema de detección de intrusiones monitoriza una red de amenazas del exterior, un sistema de monitorización de red monitoriza la red buscando problemas causados por servidores sobrecargados y/o caídos, conexiones de red, u otros dispositivos. Por ejemplo, para determinar el estatus de un web server, un software de monitorización puede enviar periódicamente un pedido de HTTP para buscar una página. Para servidores de correo electrónico, un mensaje de prueba puede ser enviado a través de SMTP y recuperado por IMAP o POP3.
Normalmente las únicas métricas de medición son tiempo de respuesta, disponibilidad y tiempo de funcionamiento, aunque las métricas de consistencia y fiabilidad están empezando a ganar popularidad. La suma extendida de dispositivos de optimización está teniendo un efecto adverso en la mayoría de las herramientas de monitorización – especialmente cuando se trata de medir apropiadamente el tiempo de respuesta de punta a punta debido a que limitan la visibilidad de ida y vuelta.
Las solicitudes de estado de fallos —tales como cuando una conexión no puede ser establecida, expira, o un documento o un mensaje no puede ser recuperado— usualmente produce una acción por parte del sistema de monitorización. Estas acciones varían —una alarma puede ser enviada (vía SMS, correo electrónico, etc.)— para el administrador del sistema residente, sistemas automáticos de conmutación por error pueden ser activados para remover del servicio el servidor con problemas hasta que pueda ser reparado, etc.
Monitorizar la performance de una red de uplink es también conocido como medición de tráfico de red, y más software está en la lista.

## Varios tipos de protocolos
El servicio de monitorización de la web puede chequear páginas HTTP, HTTPS, SNMP, FTP, SMTP, POP3, IMAP, DNS, SSH, TELNET, SSL, TCP,  SIP, UDP, Media Streaming y un rango de otros puertos con una variedad de intervalos de chequeo que van desde cada cuatro horas a cada minuto. Obviamente, la mayoría de los servicios de monitorización de red comprueban su servidor entre 1 vez por hora a 1 vez por minuto.

## Software de monitorización reconocidos
La siguiente es una lista con los principales software de monitorización, sin ser concluyente:
- Cacti.[4]
- Centreon.
- CimTrak Integrity & Compliance Suite.
- GroudWork.[5]
- Icinga.[5]
- InterMapper.
- Manage Engine / OPManager.[5]
- Microsoft Network Monitor /Microsoft Message Analyzer.[5]
- Monitis.[5]
- Nagios[5]
- OpenNMS.
- OpenView.
- Opservium.[5]
- Opsview.[5]
- Op5 Monitor.[5]
- Pandora FMS.
- PRTG Network Monitor.[5]
- Spiceworks.
- Solarwinds.[5]
- Spectrum.
- System Center Operations Manager.
- Tivoli Software.
- WhatsUp Gold.[6][5]
- Xymon.
- Zabbix[5]
- Zenoss.[5]
- Zyrion Traverse